# Ante Budimir
Ante Budimir, né le 22 juillet 1991 à Zenica, est un footballeur international croate évoluant au poste d'avant-centre au CA Osasuna.

## Biographie

### En club
Budimir signe son premier contrat à l'Inter Zaprašić. Il fait ses débuts professionnels le 26 février 2011 en étant titularisé contre l'Hajduk Split en championnat croate. Le 11 mars 2011, Budimir marque son premier but face au Lokomotiva Zagreb, contribuant à un succès 2-4. Il clôt la saison avec trois buts en onze matchs.

### En équipe nationale
Le 9 novembre 2022, il est sélectionné par Zlatko Dalić pour participer à la Coupe du monde 2022.
Le 20 mai 2024, il figure dans la liste des 26 joueurs croates retenus par Zlatko Dalić pour participer à l'Euro 2024.

## Palmarès

### En Club
- FC Crotone :
  - Vice-champion de Serie B en 2016.
- RCD Majorque :
  - Vice-champion de La Liga 2 en 2021.
- CA Osasuna :
  - Finaliste de la Copa del Rey en 2023.

### En sélection
- Croatie :
  - Finaliste de la Ligue des nations en 2023.
  - 3ème à la Coupe du monde 2022